# 薩爾塞羅縣

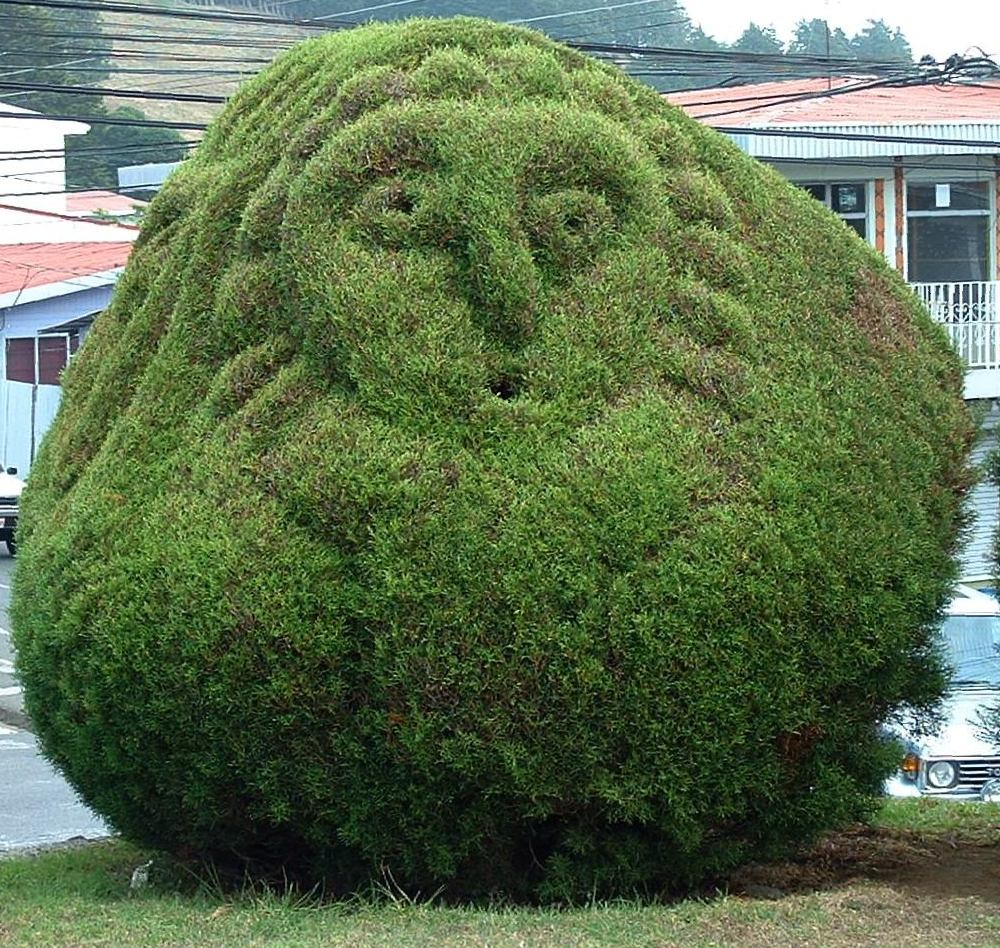

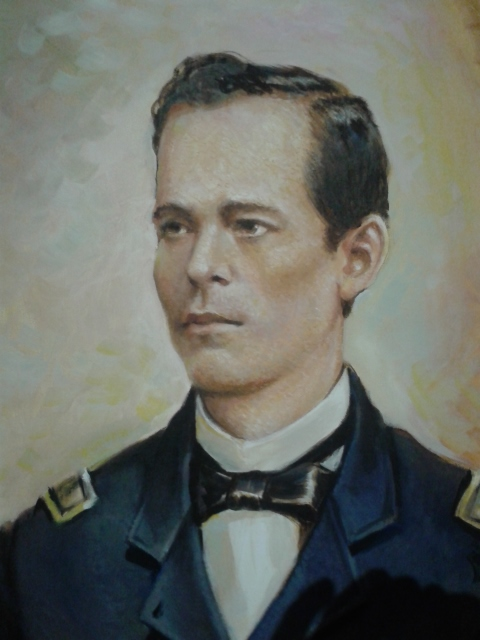

薩爾塞羅縣（西班牙語：Cantón de Zarcero），是哥斯達黎加的縣份，位於該國西北部，由阿拉胡埃拉省負責管轄，首府設於薩爾塞羅，始建於1915年6月15日，面積155.13平方公里，2011年人口12,205人，人口密度每平方公里78.68人。
10°13′13″N 84°25′6″W / 10.22028°N 84.41833°W